# Origanum jordanicum
Origanum jordanicum là một loài thực vật có hoa trong họ Hoa môi. Loài này được Danin & Kunne mô tả khoa học đầu tiên năm 1996.